# Eclectochromis
Eclectochromis (gr.: „eklekto“ = gewählt + „chromis“ = alte Bez. für. Buntbarsche) ist eine Buntbarsch-Gattung, die endemisch im ostafrikanischen Malawisee vorkommt. 

## Merkmale
Eclectochromis-Arten werden etwa 20 cm lang und besitzen die typische Gestalt eines Haplochromis-Verwandten. Männchen sind bläulich, Weibchen silbriggrau bis bräunlich. Charakteristisch für die Gattung sind die kräftigen, verdickten Lippen, die an der Maulspitze nach oben und unten hakenförmig aufgeworfen sind. Das für viele Buntbarsche des Malawisees typische Zeichnungsmuster aus dunklen, senkrechten und waagerechten Streifen ist bei Eclectochromis nur wenig entwickelt. Eclectochromis-Arten haben 12 bis 15 Kiemenrechen.

## Lebensweise
Eclectochromis-Arten leben an der Felsküste über gemischten Böden, teilweise auch in sandigen Zonen. Die dicken Lippen hängen mit der Ernährungsweise zusammen und dienen wahrscheinlich dazu, tastend Kleintiere im Aufwuchs aufzuspüren. Bei Fischen in sandigen Bereichen sind die Lippen weniger oder kaum verdickt. Eclectochromis-Arten sind Maulbrüter. Zwei weitere Arten im Malawisee, mit ähnlicher Lebensweise, sind Abactochromis labrosus und Cheilochromis euchilus.

## Arten
Es gibt zwei beschriebene und heute allgemein anerkannte Arten:
- Eclectochromis lobochilus (Trewavas, 1935)
- Eclectochromis ornatus (Regan, 1922) (Typusart)

Die britischen Ichthyologen David Henry Eccles und Ethelwynn Trewavas, die die Gattung Eclectochromis 1989 eingeführt haben, ordnen auch Placidochromis milomo, der ebenfalls vergrößerte Lippen besitzt, der Gattung Eclectochromis zu. Außerdem gibt es zwei bisher noch unbeschriebene Arten: Eclectochromis „Hertae“ (von Likoma und Chisumulu Island) und Eclectochromis „Thick Lip Mbenji“ (Mbenji-Inseln).